# Tout simplement
Ne doit pas être confondu avec la chanson Tout doucement interprétée par Bibie et souvent appelée Tout simplement.
Albums de Florent Pagny
Le Présent d'abord
(2017) Aime la vie
(2019)
Tout simplement est le 18e album studio de Florent Pagny et son 25e album discographique, sorti le 30 mars 2018 chez Capitol Music France. 
Il est composé de reprises de chansons francophones qui ont marqué la vie de Florent Pagny. Elles sont interprétées en version piano-voix. Cet album n'a pas été planifié. À l'occasion de ses 30 ans de carrière, France 3 lui a proposé un portrait Florent Pagny, la voix nue réalisé par Didier Varrod, Nicolas Maupied et Virginie Parrot. À travers des images d'archives et d'un entretien, l'émission retrace sa vie. Mais Didier Varrod, lui propose de ponctuer l'émission de reprise de chansons du patrimoine musical francophone. Le chanteur accepte après quelques hésitations et les chansons seront enregistrées avec son ami pianiste Alain Lanty. L'émission est diffusée le 27 avril 2018 sur France 3. Ces chansons sont réunies sur l'album Tout simplement,,.  

## Liste des titres
L'album comporte dix chansons et un titre bonus :
| No  | Titre                   | Paroles          | Musique             | Interprète original               | Durée |
| --- | ----------------------- | ---------------- | ------------------- | --------------------------------- | ----- |
| 1.  | C'est ça la France      | Marc Lavoine     | Jean-Claude Arnault | Marc Lavoine                      | 3:09  |
| 2.  | Mistral gagnant         | Renaud Séchan    | Renaud Séchan       | Renaud                            | 3:03  |
| 3.  | 20 ans                  | Léo Ferré        | Léo Ferré           | Léo Ferré                         | 2:33  |
| 4.  | Un homme et une femme   | Pierre Barouh    | Francis Lai         | Pierre Barouh et Nicole Croisille | 2:40  |
| 5.  | Chanter pour ceux       | Michel Berger    | Michel Berger       | Michel Berger                     | 3:25  |
| 6.  | Le Mal de vivre         | Barbara          | Barbara             | Barbara                           | 3:39  |
| 7.  | Quand j'serai K.O.      | Alain Souchon    | Alain Souchon       | Alain Souchon                     | 3:16  |
| 8.  | Des gens formidables    | Francis Cabrel   | Francis Cabrel      | Francis Cabrel                    | 4:21  |
| 9.  | Ma solitude             | Joseph Mustacchi | Joseph Mustacchi    | Serge Reggiani                    | 3:11  |
| 10. | Il faut tourner la page | Claude Nougaro   | Philippe Carrel     | Claude Nougaro                    | 2:51  |
| 11. | 20 ans (version remix)  | Léo Ferré        | Léo Ferré           | Léo Ferré                         | 2:31  |

## Musicien
Les seuls musiciens présents sur le disque sont : Alain Lanty au piano et Ozhora Miyagi à la production du dernier titre, 20 ans (remix).